# Spanioptila nemeseta
Spanioptila nemeseta là một loài bướm đêm thuộc họ Gracillariidae. Nó được tìm thấy ở Brasil.